# HRT F1
Hispania Racing nebo ve zkratce oficiálně HRT F1 Team byl motoristický závodní tým, který se účastnil v letech 2010 až 2012 závodů Formule 1. Tým byl potvrzen pro vstup do sezóny dne 12. června 2009 jako tým Campos Meta společně s dalšími třemi novými týmy. Většinový majitel Adrian Campos neměl dostatek peněz, tým tedy 19.2.2010 koupil a zachránil dosavadní spolumajitel Jose Ramon Carabante, šéfém týmu se stal Colin Kolles. Tým se přejmenoval na Hispania Racing, tento název ovšem FIA zamítla, tím vznikla zkratka HRT.
Campos Racing působí také v GP2 Series a ještě v dalších sériích.

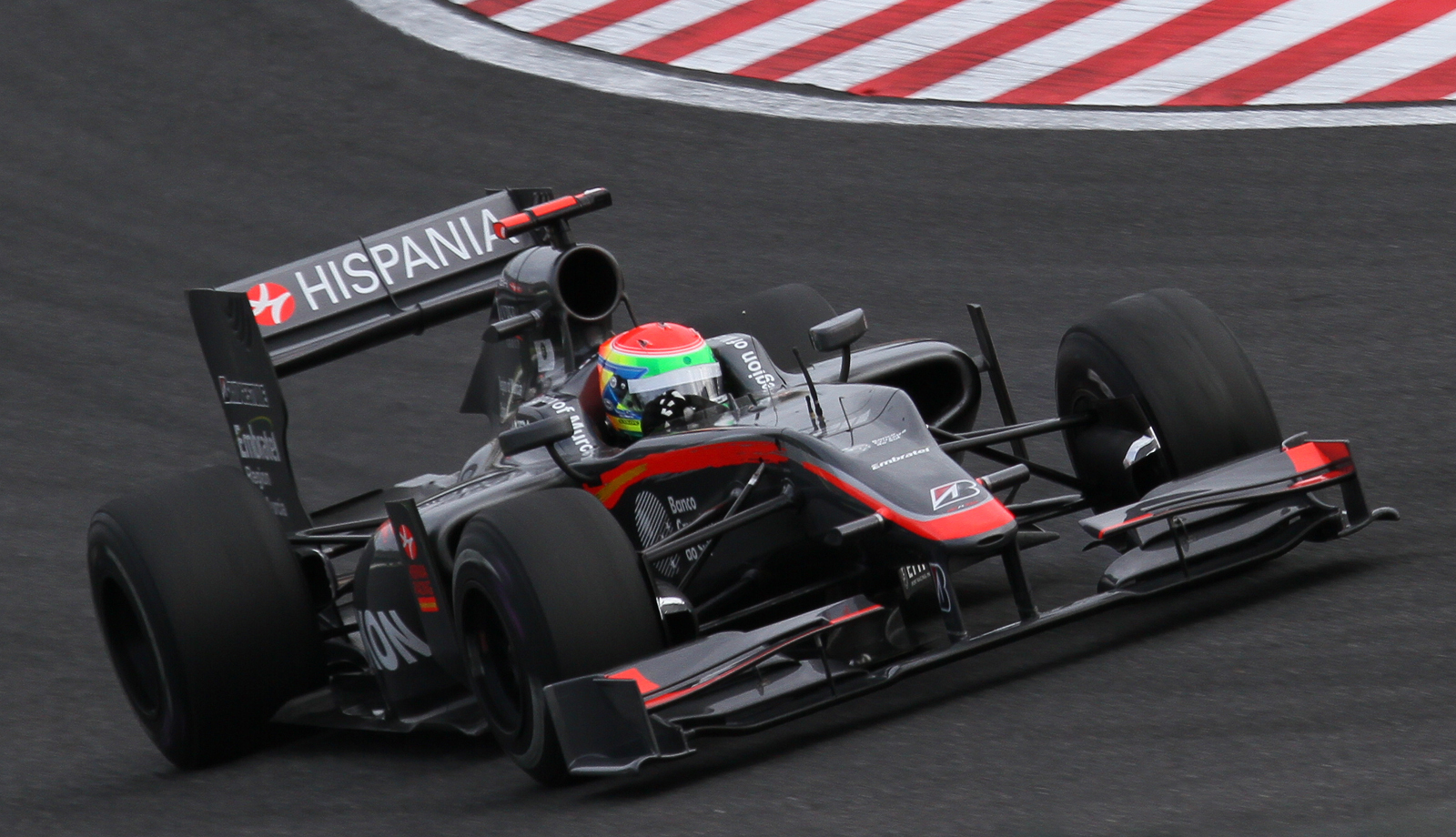
Sakon Yamamoto jedoucí Velkou cenu Japonska.

Vozy pro tým HRT navrhovala pro rok 2010 firma Dallara, avšak ta se s HRT rozešla. Tým používal motory Cosworth.
První sezóna týmu se konala v roce 2010, moc jim ale nevyšla, překonali pouze jeden tým a to Virgin Racing. V celkovém pořadí tak skončili na 11. místě. V sezoně 2011 za tým jezdili Narain Karthikeyan a Vitantonio Liuzzi, výsledky se ale nezlepšily a zase skončili na 11. místě. V červenci tým koupila investiční skupina Theasan Capital, která přemístila sídlo týmu do Valencie, později do Madridu. Po sezóně nahradil Colina Kollese bývalý pilot Formule 1 Luis Pérez-Sala v pozici šéfa týmu.
Sezóna 2012 byla pro tým nejhorší, skončil na posledním místě. Jezdci Narain Karthikeyan a Pedro de la Rosa se nekvalifikovali do GP Austrálie, avšak v dalších zbylých závodech se oba dva jezdci už vždy kvalifikovali.
Po sezóně 2012 tým zanikl kvůli nedostatku financí.

## Návrat Camposu?
V roce 2019 Adrián Campos ohlásil úmysl se vrátit do F1 pro rok 2021 s týmem Campos. Jezdeckou sestavu by měli tvořit Pascal Wehrlein (který závodí za tým Mahindra Racing ve formuli E) a Álex Palou (známý z IndyCar). Stáj taktéž nabírá zaměstnance například - bývalý hlavní designer Super Aguri Peter McCool či zkušený aerodynamik Ben Wood.
V pokročilé fázi též jednají s týmy F1 a dodavateli. Motory by mohli víceméně automaticky brát od Renaultu, neboť McLaren se vrací k Mercedesu.

## Kompletní výsledky ve Formuli 1
| Legenda k tabulce | Legenda k tabulce                                                                       |
| Barva             | Výsledek                                                                                |
| ----------------- | --------------------------------------------------------------------------------------- |
| Zlatá             | Vítěz                                                                                   |
| Stříbrná          | 2. místo                                                                                |
| Bronzová          | 3. místo                                                                                |
| Zelená            | Bodované umístění                                                                       |
| Modrá             | Nebodované umístění                                                                     |
| Modrá             | Dokončil neklasifikován (NC)                                                            |
| Fialová           | Odstoupil (Ret)                                                                         |
| Červená           | Nekvalifikoval se (DNQ)                                                                 |
| Červená           | Nepředkvalifikoval se (DNPQ)                                                            |
| Černá             | Diskvalifikován (DSQ)                                                                   |
| Bílá              | Nestartoval (DNS)                                                                       |
| Bílá              | Závod zrušen (C)                                                                        |
| Světle modrá      | Pouze trénoval (PO)                                                                     |
| Světle modrá      | Páteční testovací jezdec (TD)                                                           |
| Bez barvy         | Netrénoval (DNP)                                                                        |
| Bez barvy         | Vyřazen (EX)                                                                            |
| Bez barvy         | Nepřijel (DNA)                                                                          |
| Bez barvy         | Odvolal účast (WD)                                                                      |
| Bez barvy         | Nezúčastnil se (prázdné)                                                                |
| Označení          | Význam                                                                                  |
| Tučnost           | Pole position                                                                           |
| Kurzíva           | Nejrychlejší kolo                                                                       |
| †                 | Jezdec nedojel do cíle, ale byl klasifikován, protože odjel více než 90 % délky závodu. |
| ‡                 | Byl udělován poloviční počet bodů, protože bylo odjeto méně než 75 % délky závodu.      |
| Horní index       | Umístění bodujících jezdců ve sprintu                                                   |

| Rok  | Šasi | Motor                  | Pneu | Jezdci             | 1   | 2   | 3   | 4   | 5   | 6   | 7   | 8   | 9   | 10  | 11  | 12  | 13  | 14  | 15  | 16  | 17  | 18  | 19  | 20  | Body | Umístění  |
| ---- | ---- | ---------------------- | ---- | ------------------ | --- | --- | --- | --- | --- | --- | --- | --- | --- | --- | --- | --- | --- | --- | --- | --- | --- | --- | --- | --- | ---- | --------- |
| 2010 | F110 | Cosworth CA2010 2.4 V8 | B    |                    | BHR | AUS | MAL | CHN | ESP | MON | TUR | CAN | EUR | GBR | GER | HUN | BEL | ITA | SIN | JPN | KOR | BRA | ABU |     | 0    | 11. místo |
| 2010 | F110 | Cosworth CA2010 2.4 V8 | B    | Karun Chandhok     | Ret | 14  | 15  | 17  | Ret | 14† | 20† | 18  | 18  | 19  |     |     |     |     |     |     |     |     |     |     | 0    | 11. místo |
| 2010 | F110 | Cosworth CA2010 2.4 V8 | B    | Bruno Senna        | Ret | Ret | 16  | 16  | Ret | Ret | Ret | Ret | 20  |     | 19  | 17  | Ret | Ret | Ret | 15  | 14  | 21  | 19  |     | 0    | 11. místo |
| 2010 | F110 | Cosworth CA2010 2.4 V8 | B    | Sakon Yamamoto     |     |     |     |     |     |     |     |     |     | 20  | Ret | 19  | 20  | 19  |     | 16  | 15  |     |     |     | 0    | 11. místo |
| 2010 | F110 | Cosworth CA2010 2.4 V8 | B    | Christian Klien    |     |     |     |     |     |     |     |     |     |     |     |     |     |     | Ret |     |     | 22  | 20  |     | 0    | 11. místo |
| 2011 | F111 | Cosworth CA2011 2.4 V8 | P    |                    | AUS | MAL | CHN | TUR | ESP | MON | CAN | EUR | GBR | GER | HUN | BEL | ITA | SIN | JPN | KOR | IND | ABU | BRA |     | 0    | 11. místo |
| 2011 | F111 | Cosworth CA2011 2.4 V8 | P    | Narain Karthikeyan | DNQ | Ret | 23  | 21  | 21  | 17  | 17  | 24  |     |     |     |     |     |     |     |     | 17  |     |     |     | 0    | 11. místo |
| 2011 | F111 | Cosworth CA2011 2.4 V8 | P    | Daniel Ricciardo   |     |     |     |     |     |     |     |     | 19  | 19  | 18  | Ret | NC  | 19  | 22  | 19  | 18  | Ret | 20  |     | 0    | 11. místo |
| 2011 | F111 | Cosworth CA2011 2.4 V8 | P    | Vitantonio Liuzzi  | DNQ | Ret | 22  | 22  | Ret | 16  | 13  | 23  | 18  | Ret | 20  | 19  | Ret | 20  | 23  | 21  |     | 20  | Ret |     | 0    | 11. místo |
| 2012 | F112 | Cosworth CA2012 2.4 V8 | P    |                    | AUS | MAL | CHN | BHR | ESP | MON | CAN | EUR | GBR | GER | HUN | BEL | ITA | SIN | JPN | KOR | IND | ABU | USA | BRA | 0    | 12. místo |
| 2012 | F112 | Cosworth CA2012 2.4 V8 | P    | Pedro de la Rosa   | DNQ | 21  | 21  | 20  | 19  | Ret | Ret | 17  | 20  | 21  | 22  | 18  | 18  | 17  | 18  | Ret | Ret | 17  | 21  | 17  | 0    | 12. místo |
| 2012 | F112 | Cosworth CA2012 2.4 V8 | P    | Narain Karthikeyan | DNQ | 22  | 22  | 21  | Ret | 15  | Ret | 18  | 21  | 23  | Ret | Ret | 19  | Ret | Ret | 20  | 21  | Ret | 22  | 18  | 0    | 12. místo |